# Hieracium umbellatum
Lo sparviere ad ombrella (nome scientifico  Hieracium umbellatum  L., 1753) è una specie di pianta angiosperma dicotiledone della famiglia delle Asteraceae.

## Etimologia
Il nome generico (Hieracium) deriva dalla parola greca hierax o hierakion (= sparviere, falco). Il nome del genere è stato dato dal botanico francese Joseph Pitton de Tournefort (1656 - 1708) rifacendosi probabilmente ad alcuni scritti del naturalista romano Gaio Plinio Secondo (23 - 79) nei quali, secondo la tradizione, i rapaci si servivano di questa pianta per irrobustire la loro vista. L'epiteto specifico (umbellatum = ombrella) si riferisce alla particolare disposizione dei petali (in questo caso delle ligule) dei fiori.

Il binomio scientifico della pianta di questa voce è stato proposto da Carl von Linné (1707 – 1778) biologo e scrittore svedese, considerato il padre della moderna classificazione scientifica degli organismi viventi, nella pubblicazione "Species Plantarum -  2: 804. 1753" del 1753.

## Descrizione

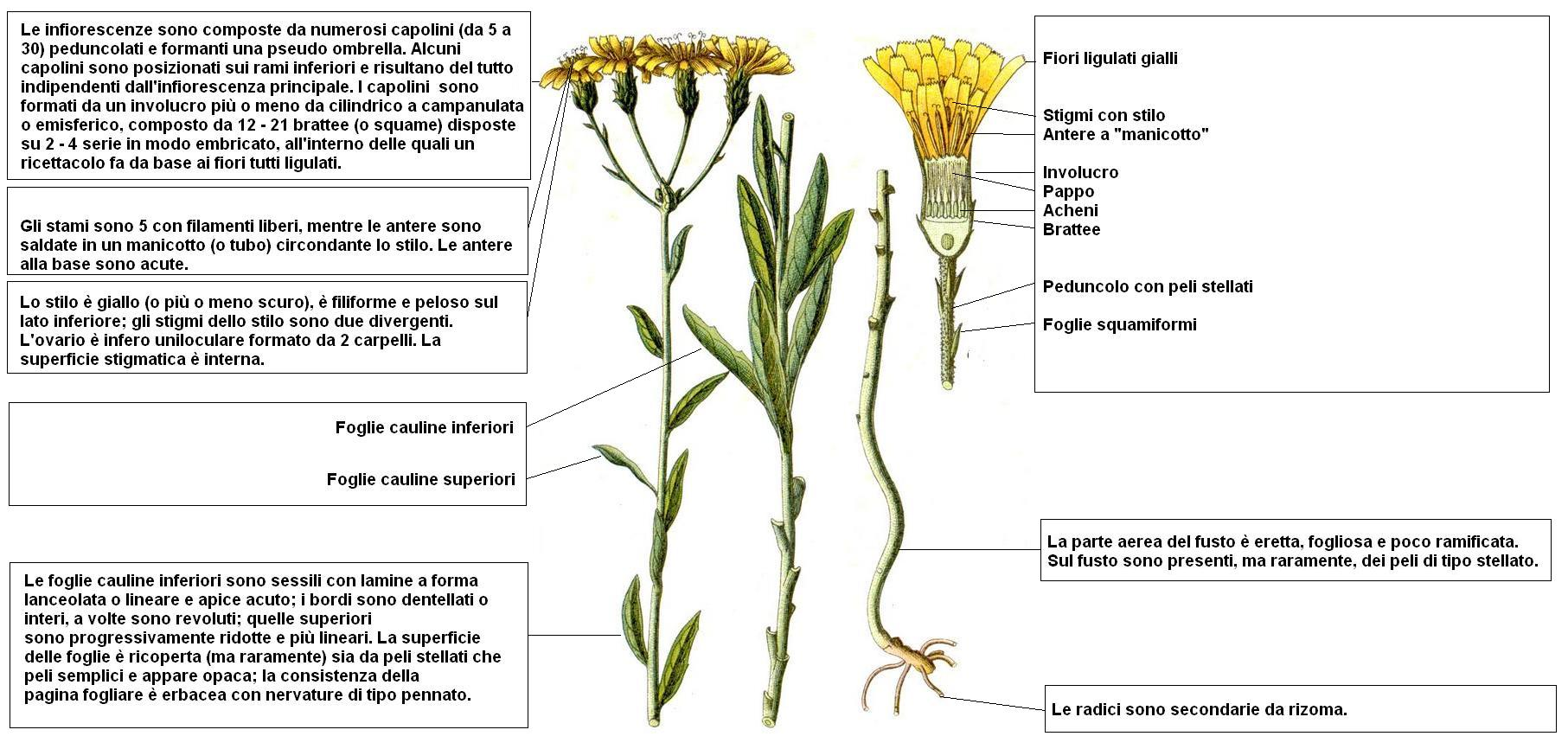
Descrizione delle parti della pianta

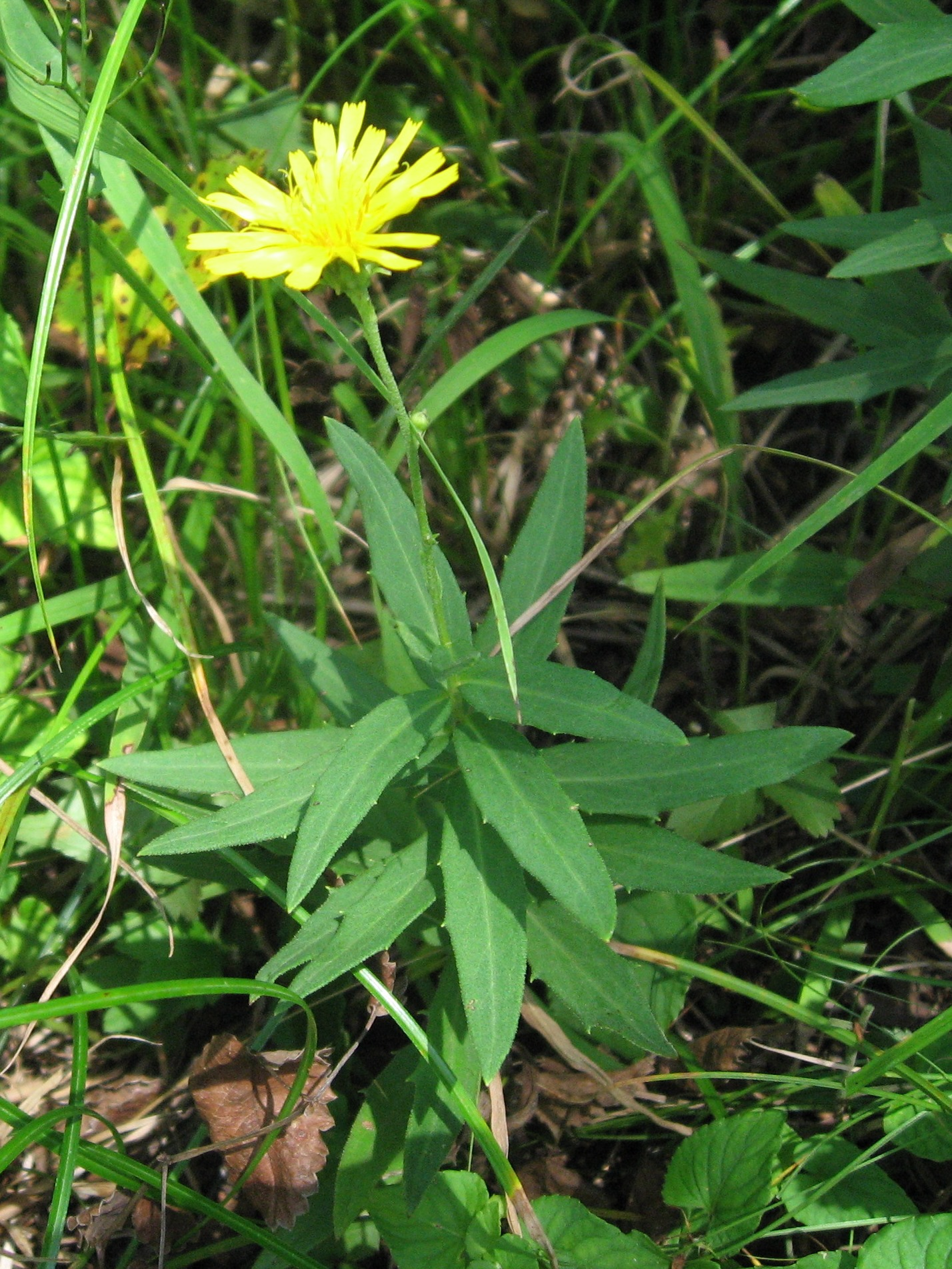
Il portamento

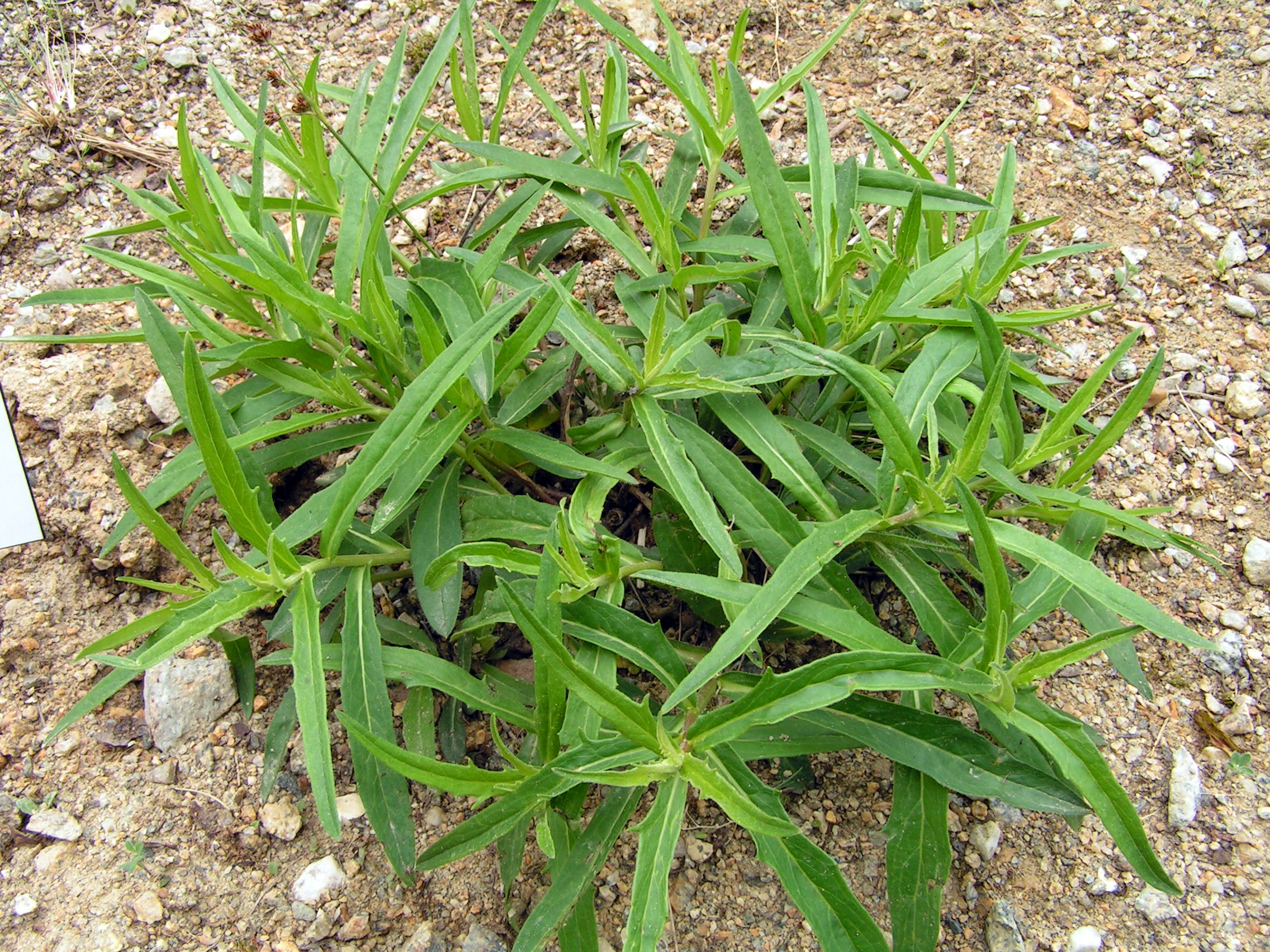
Le foglie

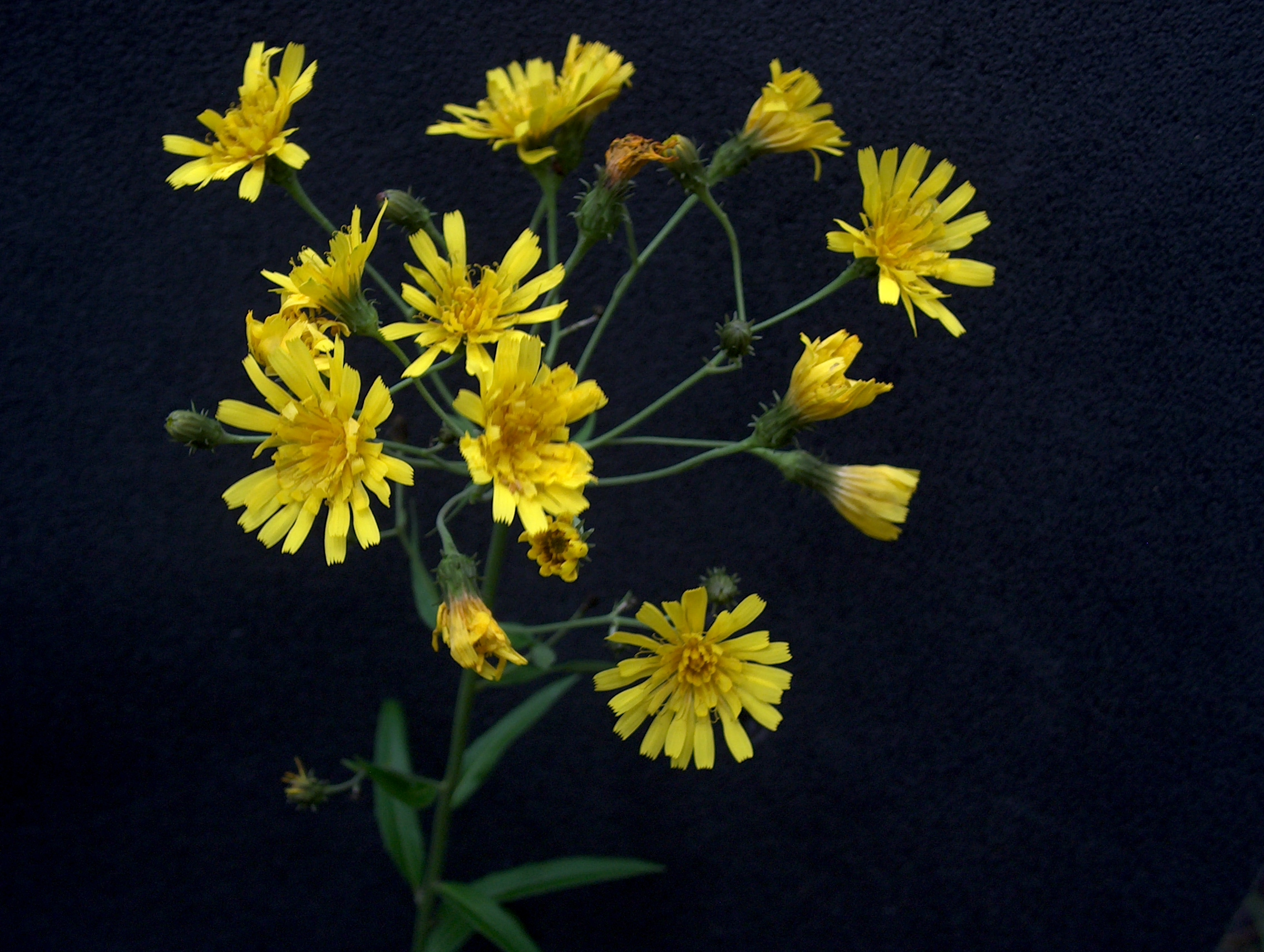
Infiorescenza

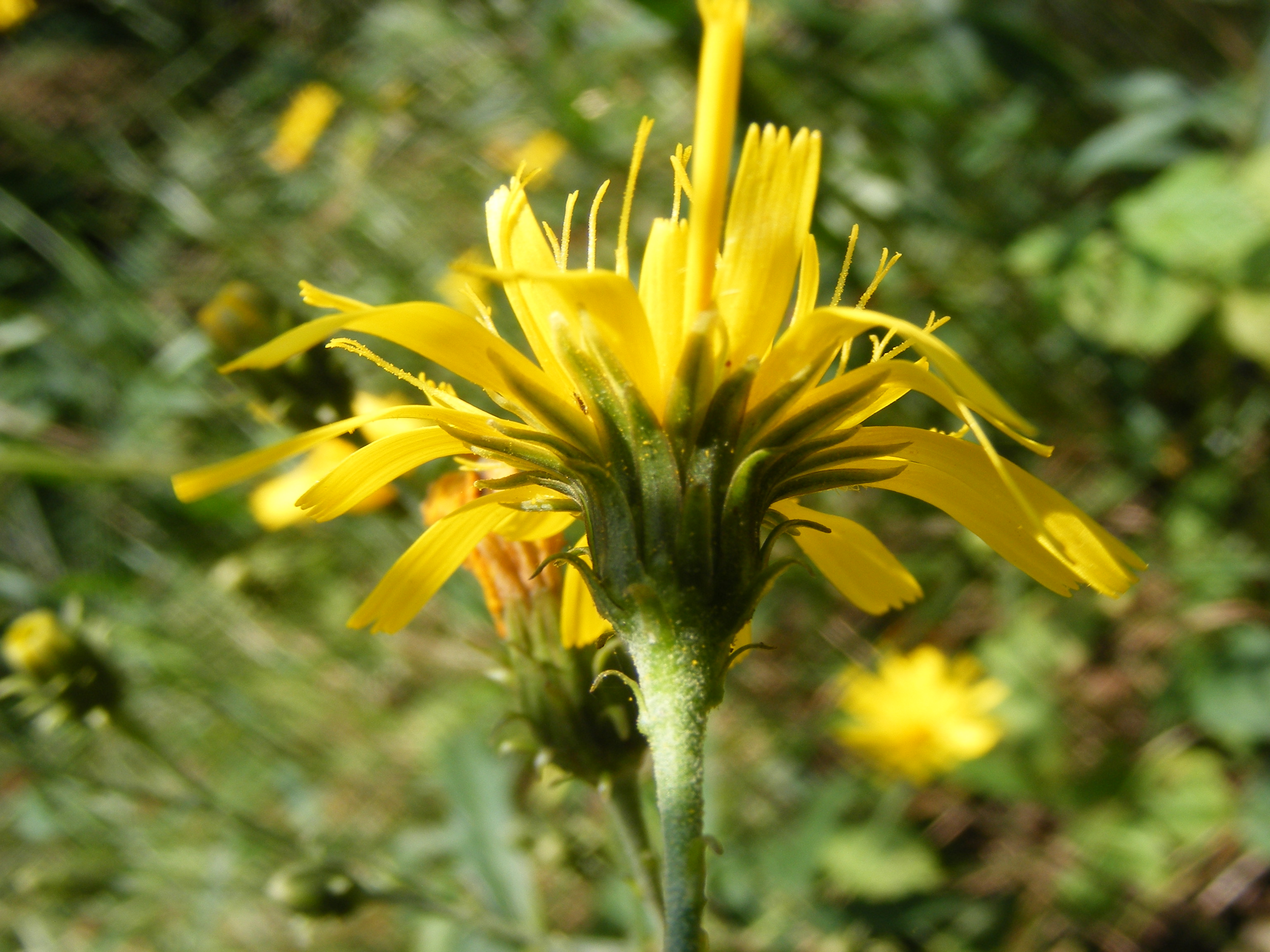
Involucro

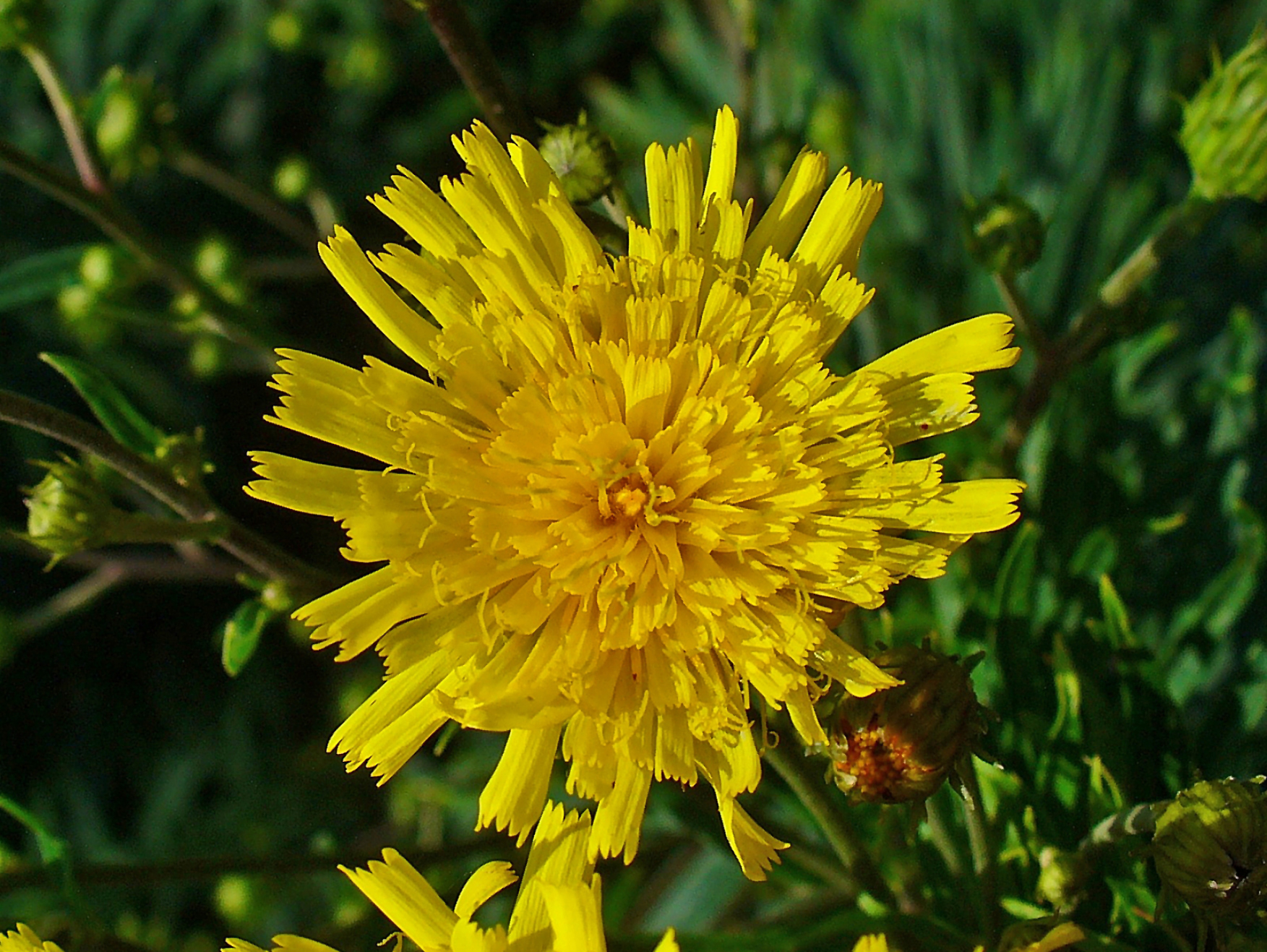
I fiori ligulati

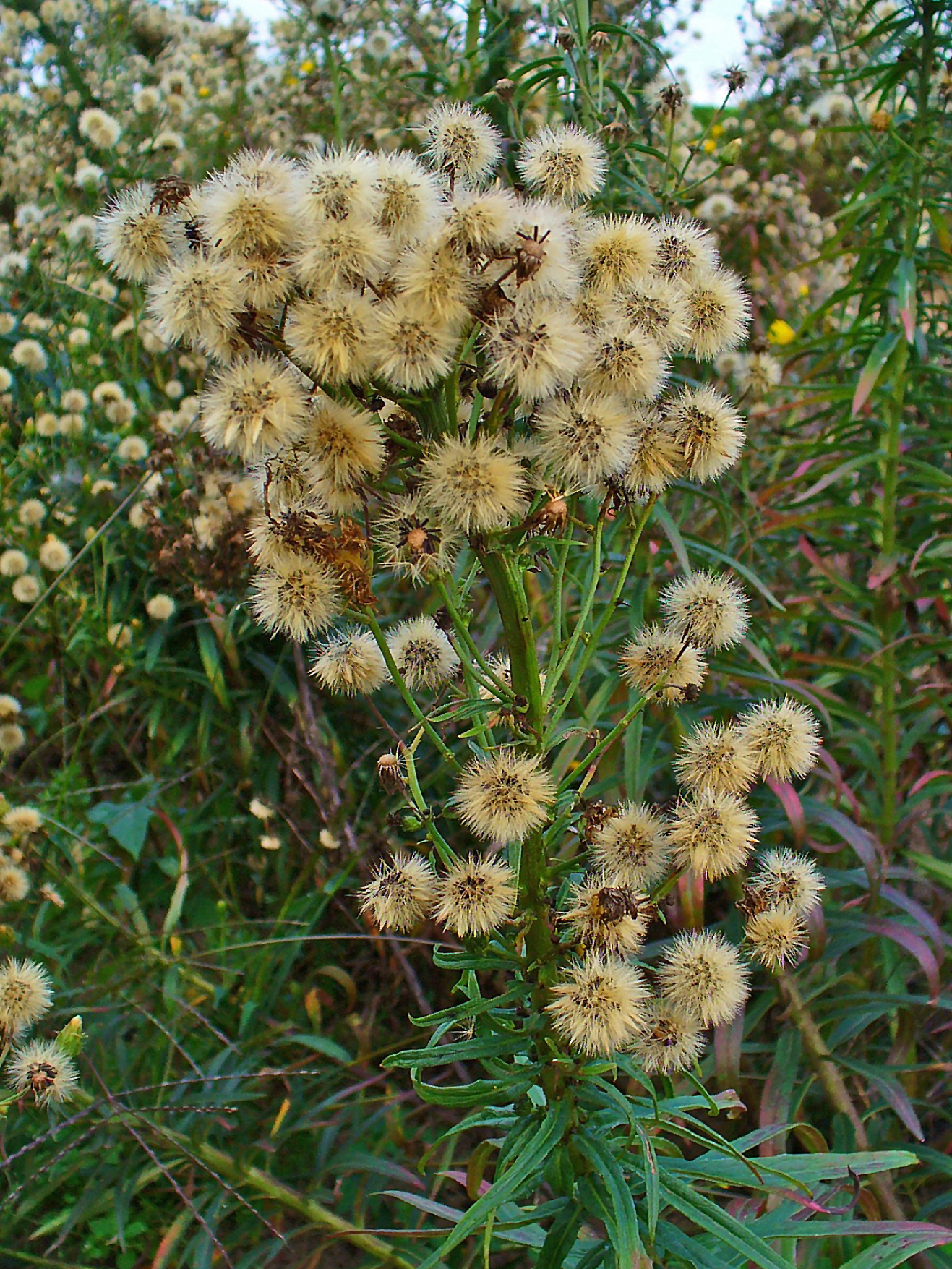
I frutti con il pappo

Habitus. La pianta di questa specie può raggiungere un'altezza compresa tra 3 - 8 dm (massimo 1,7 metro). La forma biologica è emicriptofita scaposa (H scap), ossia in generale è una pianta erbacea (e aromatica), a ciclo biologico perenne, con gemme svernanti al livello del suolo e protetta dalla lettiera o dalla neve, inoltre spesso ha l'asse fiorale eretto e privo di foglie. Questa pianta è provvista di lattice (i vasi latticiferi sono anastomizzati) e viene definita di tipo "afillopode" in quanto le foglie basali non formano mai una rosetta e sono assenti alla fioritura, mentre sono molto numerose lungo il caule. Inoltre i peli di questa pianta non sono piumosi.
Fusto. La parte aerea del fusto è eretta, fogliosa e poco ramificata. La lunghezza degli internodi è breve. Sul fusto sono presenti, ma raramente, dei peli di tipo stellato (mai con ghiandole). La base può avere un colore violaceo. L'acladio è di 10 – 25 mm.
Foglie. Le foglie si dividono in basali (da 0 a 2) e cauline da (8 a 15, massimo 50). Quelle basali sono quasi sempre assenti (o secche) alla fioritura. Le foglie cauline inferiori sono sessili, erette o eretto-patenti con lamine a forma lanceolata o lineare (ma anche oblungo-lanceolata), apice acuto e base cuneata o brevemente attenuata; i bordi sono dentellati (anche fortemente) o interi, a volte sono revoluti (sui margini delle foglie sono presenti dei peli semplici e troncati); quelle superiori sono progressivamente ridotte e più lineari, arrotondate e sessili. La superficie delle foglie è ricoperta (ma raramente) sia da peli stellati che peli semplici e appare opaca e di colore da verde-chiaro a verde-scuro; la consistenza della pagina fogliare è erbacea con nervature di tipo pennato. Dimensione delle foglie lanceolate: larghezza 1 – 2 cm; lunghezza 4 – 10 cm. Dimensione delle foglie lineari: larghezza 0,5 – 1 cm; lunghezza 6 – 12 cm.
Infiorescenza. La sinflorescenza è del tipo umbellato con 15 - 30 rami con 20 - 50 capolini totali. L'infiorescenza vera e propria è composta da un capolino peduncolato. I peduncoli sono ricoperti di peli stellati. Alcuni capolini sono posizionati sui rami inferiori e risultano del tutto indipendenti dall'infiorescenza principale. I capolini sono formati da un involucro più o meno da cilindrico a campanulata o emisferico, composto da 12 - 21 brattee (o squame) disposte su 2 - 4 serie in modo embricato, all'interno delle quali un ricettacolo fa da base ai fiori tutti ligulati. Alcune brattee (da 1 a 3 fino a 15) possono essere presenti sotto i capolini centrali. Le squame dell'involucro (quelle esterne sono larghe e ottuse a volte divaricate e ricurve, quelle interne sono strette e acute) sono colorate di verde scuro e sono più o meno glabre (o con rari peli ghiandolari) e con l'apice arrotondato e ripiegato verso l'esterno. Gli alveoli del ricettacolo (nudo, ossia senza pagliette)  sono dentati e sfrangiati. Diametro dei capolini centrali: 2 – 3 cm (lunghezza dell'involucro: 9 – 11 mm). Dimensioni delle squame esterne lanceolate: larghezza 0,8 - 1,2 mm; lunghezza 3,5 - 4,5 mm. Dimensioni delle squame interne lineari-lanceolate: larghezza 1 mm; lunghezza 8 – 10 mm. Il ricettacolo, alla base dei fiori, è nudo (senza pagliette) e alveolato (i margini degli alveoli sono brevemente dentati).
Fiori. I fiori, da 30 a 80, sono tutti del tipo ligulato (il tipo tubuloso, i fiori del disco, presente nella maggioranza delle Asteraceae, qui è assente), sono tetra-ciclici (ossia sono presenti 4 verticilli: calice – corolla – androceo – gineceo) e pentameri (ogni verticillo ha 5 elementi). I fiori sono ermafroditi e zigomorfi.
- Formula fiorale:

*/x K {\displaystyle \infty }, [C (5), A (5)], G 2 (infero), achenio
- Calice: i sepali del calice sono ridotti ad una coroncina di squame.
- Corolla: le corolle sono formate da un tubo e da una ligula terminante con 5 denti; il colore è giallo. I dentelli apicali sono cigliati. Dimensioni delle ligule: lunghezza 12 – 15 mm (massimo 18 mm).
- Androceo: gli stami sono 5 con filamenti liberi, mentre le antere sono saldate in un manicotto (o tubo) circondante lo stilo.[20] Le antere alla base sono acute. Il polline è tricolporato.[21]
- Gineceo: lo stilo giallo (con tendenza al nerastro) è filiforme e peloso sul lato inferiore; gli stigmi dello stilo sono due divergenti. L'ovario è infero uniloculare formato da 2 carpelli. La superficie stigmatica è interna.[22]
- Antesi: da (luglio) agosto a ottobre.

I frutti sono degli acheni con pappo. Gli acheni sono colorati da bruno (o viola) scuro a nero, sono lunghi circa 3 mm a forma colonnare-obconica (o più o meno cilindrica) e sono ristretti alla base (e ingrossati all'apice), mentre la superficie (liscia o appena rugosa) è provvista di 10 coste che nella parte apicale confluiscono in un orlo anulare. Il pappo è formato da 50 - 60 setole semplici, color giallo pallido, disposte su due serie (quelle interne sono più lunghe [6 – 7 mm] e più rigide, quelle esterne sono fragili)

## Biologia
Impollinazione: l'impollinazione avviene tramite insetti (impollinazione entomogama tramite farfalle diurne e notturne).

Riproduzione: la fecondazione avviene fondamentalmente tramite l'impollinazione dei fiori (vedi sopra).

Dispersione: i semi (gli acheni) cadendo a terra sono successivamente dispersi soprattutto da insetti tipo formiche (disseminazione mirmecoria). In questo tipo di piante avviene anche un altro tipo di dispersione: zoocoria. Infatti gli uncini delle brattee dell'involucro (se presenti) si agganciano ai peli degli animali di passaggio disperdendo così anche su lunghe distanze i semi della pianta.

## Distribuzione e habitat

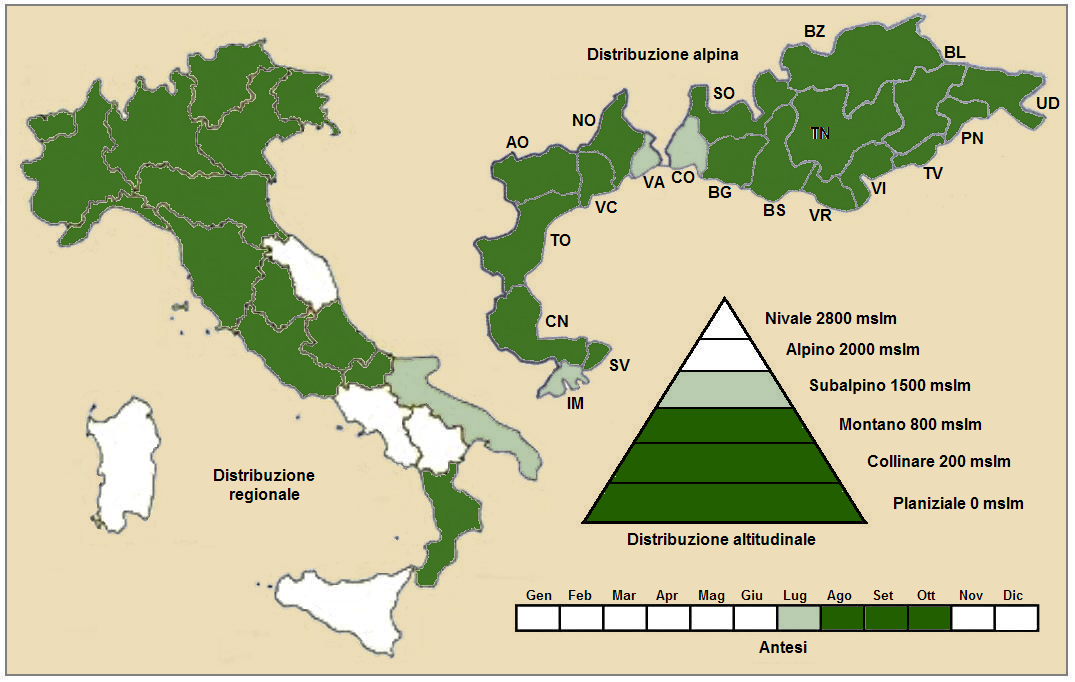
Distribuzione della pianta
(Distribuzione regionale – Distribuzione alpina)

Geoelemento: il tipo corologico (area di origine) è Circumboreale/Eurosiberiano / Nord Americano.
Distribuzione: in Italia questa specie è presente comunemente al Nord e più raramente al Centro (preferibilmente sul versante tirrenico). Si trova nelle Alpi e sui seguenti rilievi europei collegati alle Alpi: Vosgi, Massiccio del Giura, Massiccio Centrale, Pirenei, Monti Balcani e Carpazi. Fuori dall'Europa questa specie è presente in Asia centrale e nel Nord America.
Habitat: l'habitat tipico per questa specie sono i boschi (querceti e castagneti) e le brughiere; ma anche i margini erbacei, gli arbusteti, le pinete e i gineprai. Il substrato preferito è siliceo ma anche calcareo/siliceo con pH acido, bassi valori nutrizionali del terreno che deve essere secco.
'Distribuzione altitudinale: sui rilievi alpini queste piante si possono trovare fino a 1.500 m s.l.m.; frequentano quindi i seguenti piani vegetazionali: collinare, montano e in parte quello subalpino (oltre a quello planiziale – a livello del mare).

### Fitosociologia

#### Areale alpino
Dal punto di vista fitosociologico alpino Hieracium umbellatum appartiene alla seguente comunità vegetale:
Formazione: delle comunità forestali
Classe: Quercetea robori-sessiliflorae
Ordine: Quercetalia robori-sessiliflorae

#### Areale italiano
Per l'areale completo italiano Hieracium umbellatum appartiene alla seguente comunità vegetale:
Macrotipologia: vegetazione erbacea sinantropica, ruderale e megaforbieti.
Classe: Trifolio medii-Geranietea sanguinei Müller, 1962
Ordine: Melampyro pratensis-Holcetalia mollis Passarge, 1979
Alleanza: Holco mollis-Pteridion aquilini Passarge, 2002
Descrizione. L'alleanza Holco mollis-Pteridion aquilini è relativa agli orli erbacei mesofili a contatto con boschi su terreni acidofili caratterizzati da faggete e cerrete. L’alleanza è distribuita in tutta l’Europa temperata. In Italia potrebbe essere presente nelle Alpi meridionali e nell’Appennino settentrionale.
Specie presenti nell'associazione: Pteridium aquilinum, Deschampsia flexuosa, Molinia caerulea, Vaccinium myrtillus, Calamagrostis epigejos, Rubus idaeus, Hieracium umbellatum, Holcus mollis, Holcus lanatus e Blechnum spicant.
Altre alleanze e associazioni per questa specie sono:
- Berberidion vulgaris.

## Tassonomia
La famiglia di appartenenza di questa voce (Asteraceae o Compositae, nomen conservandum) probabilmente originaria del Sud America, è la più numerosa del mondo vegetale, comprende oltre 23.000 specie distribuite su 1.535 generi, oppure 22.750 specie e 1.530 generi secondo altre fonti (una delle checklist più aggiornata elenca fino a 1.679 generi). La famiglia attualmente (2021) è divisa in 16 sottofamiglie.

### Filogenesi
Il genere di questa voce appartiene alla sottotribù Hieraciinae della tribù Cichorieae (unica tribù della sottofamiglia Cichorioideae). In base ai dati filogenetici la sottofamiglia Cichorioideae è il terz'ultimo gruppo che si è separato dal nucleo delle Asteraceae (gli ultimi due sono Corymbioideae e Asteroideae). La sottotribù Hieraciinae fa parte del "quinto" clade della tribù; in questo clade è posizionata alla base ed è "sorella" al resto del gruppo comprendente, tra le altre, le sottotribù Microseridinae e Cichoriinae. Il genere  Hieracium (insieme al genere Pilosella) costituisce il nucleo principale della sottotribù Hieraciinae e formano (insieme ad altri generi minori) un "gruppo fratello" posizionato nel "core" delle Hieraciinae.
Il genere Hieracium è un genere estremamente polimorfo con maggioranza di specie apomittiche. Di questo genere sono descritte circa 1000 specie sessuali e oltre 3000 specie apomittiche, delle quali circa 250 e più sono presenti nella flora spontanea italiana. Alcuni taxon collegati alle varie specie del genere sono sottospecie, altri sono considerati aggregati (o inclusi), e altri ancora sono considerati "intermediari" (o impropriamente ibridi in quanto queste specie essendo apomittiche non si incrociano e quindi non danno prole feconda) con altre specie. A causa di ciò si pongono dei problemi di sistematica quasi insolubili e per avere uno sguardo d'insieme su questa grande variabilità può essere necessario assumere un diverso concetto di specie. Qui in particolare viene seguita la suddivisione del materiale botanico in sezioni così come sono elencate nell'ultima versione della "Flora d'Italia".
La specie di questa voce è descritta all'interno della XLIII sezione Hieracium sect. Hieracioides  i cui caratteri principali sono:
- le specie di questo gruppo sono piante di tipo afillopode (raramente hypofillopode);
- le foglie basali (o inferiori) sono brevemente attenuate; quelle superiori sono arrotondate e sessili; i margini fogliari sono revoluti;
- le foglie cauline sono numerose (da 7 a 25); quelle inferiori all'antesi spesso sono necrosate;
- i piccioli e gli involucri, glabri o pelosi, sono sempre ben visibili;
- le sinflorescenze sono umbellate fino a umbellato-panicolate;
- l'involucro è glabro per peli semplici e ghiandolari (da sparsi a raramente densi);
- le brattee dell'involucro sono disposte su due file regolarmente embricate, quelle esterne sono divaricate o ricurve
- gli acheni hanno delle dimensioni tra 3 e 4,5 mm e una colorazione da paglierina a castana;
- la fioritura è avanzata fino all'autunno.

La specie  H. umbellatum è invece individuata dai seguenti ulteriori caratteri:
- la lunghezza degli internodi sul fusto sono brevi;
- la forma delle foglie varia da lanceolata a oblungo-lanceolata;

- le sinflorescenze sono del tipo umbellato; le brattee esterne dell'involucro sono divaricate e a volte ricurve; 
sui margini delle foglie sono presenti dei peli semplici e troncati.

L'indumentum è uno degli elementi più importanti per distinguere le varie specie. H. umbellatum è caratterizzata dalla seguente pubescenza:
| Tipo peli                                               | Caule                                                               | Foglie                                                                               | Peduncoli dei capolini | Brattee involucrali |
| ------------------------------------------------------- | ------------------------------------------------------------------- | ------------------------------------------------------------------------------------ | ---------------------- | ------------------- |
| Peli semplici                                           | Da assenti a densi, lunghi 2 – 4 mm, da molli a subrigidi e bianchi | Da sparsi a densi; sui margini sono presenti peli semplici e troncati                | Da sparsi a assenti    | Da sparsi a assenti |
| Peli ghiandolari: ovunque assenti (lunghi 0,1 - 0,3 mm) |                                                                     |                                                                                      |                        |                     |
| Peli stellati                                           | Da sparsi a piuttosto densi                                         | Pagina superiore: da assenti a sparsi; pagina inferiore e margini: da sparsi a densi | Densi                  | Assenti             |

Il numero cromosomico di H. umbellatum è: 2n = 18 e 27.

### Sottospecie
Per questa specie sono riconosciute 8 sottospecie, due delle quali sono presenti nella flora spontanea italiana. Queste sottospecie si differenziano in base alla forma delle foglie (ssp. umbellatum: foglie più lunghe che larghe con forme anche strettamente lineari; ssp. brevifolioides: foglie più larghe che brevi con forme anche ellittiche), allo sviluppo dell'ombrella del capolino, alla pelosità e altro.
- Sottospecie umbellatum - Distribuzione: Italia (Alpi e Appennini), Europa (compresa l'Anatolia e la Transcaucasia)
- Sottospecie bichlorophyllum (Druce & Zahn) P. D. Sell & C. West, 1967 - Distribuzione: Gran Bretagna
- Sottospecie brevifolioides Zahn, 1906 - Distribuzione: Italia (Alpi orientali e Toscana) e Europa meridionale (zona orientale fino all'Anatolia)
- Sottospecie elisabethae (Kem.-Nath.) Greuter, 2007 - Distribuzione: Georgia
- Sottospecie filifolium (Üksip) Tzvelev, 1983 - Distribuzione: Europa del nord (e zona orientale fino all'Anatolia)
- Sottospecie kluchoricum (Kem.-Nath.) Greuter, 2007 - Distribuzione: Georgia
- Sottospecie topaeanum (Prodan) Greuter, 2007 - Distribuzione: Romania
- Sottospecie turfosum (Kem.-Nath.) Greuter, 2007 - Distribuzione: Georgia

### Specie secondarie e incluse
Le seguenti 12 specie sono "incluse" nel gruppo del Hieracium umbellatum:
| Specie                      | Autore e anno   | Distribuzione                |
| --------------------------- | --------------- | ---------------------------- |
| Hieracium acinacifolium     | Schljakov, 1966 | Russia                       |
| Hieracium botniense         | Brenner, 1893   | Russia e Penisola scandinava |
| Hieracium gynaeconesaeum    | Üksip, 1959     | Estonia                      |
| Hieracium hirsuticaule      | Schljakov, 1966 | Russia                       |
| Hieracium litorale          | Schljakov, 1966 | Europa (nord-orientale)      |
| Hieracium palmenii          | Brenner, 1893   | Russia                       |
| Hieracium pseudarctophillum | Schljakov, 1966 | Russia e Penisola scandinava |
| Hieracium pseudopalmenii    | Schljakov, 1966 | Russia                       |
| Hieracium subarctophilum    | Schljakov, 1966 | Russia                       |
| Hieracium subhirsutissimum  | Üksip, 1959     | Russia                       |
| Hieracium tanfiliewii       | Schljakov, 1987 | Russia                       |
| Hieracium teliumbellatum    | Schljakov, 1989 | Russia                       |